# Ugol'noe (Oblast' dell'Amur)
Ugol'noe (in lingua russa Угольное) è un centro abitato dell'Oblast' dell'Amur, situato nei confini dell'insediamento xi tipo urbano di Rajčichinsk.